# Cabo Cruz
Cabo Cruz está localizado en el extremo suroccidental de la provincia de Granma, al sur de la isla antillana de Cuba. Se extiende por el mar Caribe y marca la frontera oriental del golfo de Guacanayabo. El cabo Cruz se encuentra ubicado en el municipio de Niquero y forma parte del Parque nacional Desembarco del Granma.

## Ubicación
Cabo Cruz está situado en el extremo más meridional de la isla de Cuba, en el municipio costero de Niquero en la provincia Granma. Limita al norte y oeste con el Golfo del Guacanayabo, al noroeste con el municipio de Media Luna, al este con el municipio de Pilón, al sur con el estrecho de Colón y el mar Caribe.

## Historia
El 3 de mayo de 1494, Cristóbal Colón llegó a Cabo Cruz en su segundo viaje como parte del bojeo a Cuba y lo denominó Cabo de la Santa Cruz. El 3 de mayo de 1994 al conmemorarse los 500 años de este acontecimiento, fue colocada una tarja en el lugar y develada por el señor Carlos Barbáchano, agregado cultural de la embajada de España en Cuba.
Antes de 1959 en Cabo Cruz imperaba una pobreza total, existían alrededor de 40 viviendas de pescadores humildes, una caseta en las casimba donde vendían el pescado o lo cambiaban por víveres en algunas ocasiones, dos bares donde se vendían algunas confituras, bebida y comida.
Sus pobladores viajaban hasta Niquero a llevar los enfermos en chalupas (botes pequeños) y a comprar los sacos de harina para hacer ajuares del hogar o vestimentas. La mayoría de las veces empeñaban el pescado por una factura de comida que no correspondía con la cantidad del pescado y en ocasiones no se lo querían comprar.
Después de 1959
Después del triunfo de la Revolución cambió la vida por completo de esta comunidad, la pobre caseta de recibir pescado se convirtió en una cooperativa pesquera con barcos sofisticados donde mejoró la vida del pescador con sueldos mensuales y ganancias por cada entrega. La Revolución depositó materiales de construcción para sustituir los bohíos de guano.
En el año 1982 se construyó una tienda, una farmacia, una barbería y una cafetería, además de una escuela primaria para alumnos de preescolar a 6.º grado.
En fecha más reciente se hicieron obras importantes para la comunidad, como la sala local de televisión, el joven club de computación y una red telefónica con capacidad para 120 teléfonos, además del servicio de televisión satelital y una estación meteorológica de impacto nacional.

## Características
Terrazas marinas de Cabo Cruz
Son típicos los suelos pardos y arcillosos. El relieve es de llanura aluvial que va elevándose paulatinamente al sur, terminando en la meseta de Cabo Cruz, donde se localiza la loma de Pozo Empalao con su punto culminante a 401 metros sobre el nivel del mar.
Las terrazas marinas de Cabo Cruz, con desniveles abruptos hasta de 100 metros de altura, las convierten en uno de los ecosistemas más significativos y mejor conservados del planeta. Además de ser unas de las franquicias del Parque nacional Desembarco del Granma, por sus complejidades y particularidades son muy visitadas por expertos y estudiosos a nivel mundial constituyendo un sitio mágico e indomable por el hombre

## Desarrollo económico y social
El huracán Dennis en su desbastador paso por Niquero en julio del 2005, pretendió borrar el poblado de la faz de la tierra, pero sus habitantes, que según la tradición guardan semejanza con la mítica Ave Fénix que una y otra vez renace de sus propias cenizas, dieron respuesta a la adversidad y al lado de cada casa caída levantaron otra, siendo así que en Cabo Cruz ya no existen viviendas en total pobreza y estructuralmente todas sus instalaciones tienen buena calidad.A la comunidad de Cabo Cruz correspondió el merecido honor de celebrar las más de cuatro mil 400 viviendas edificadas en Granma en el año 2010.
Economía
La producción pesquera es la principal fuente económica local y una de las mayores de la provincia Granma y de Cuba, se considera a Cabo Cruz como una comunidad netamente pesquera, aunque también ha aumentando últimamente el auge del turismo ecológico, el cual aporta rublos a la economía local. La captura de crustáceos como la langosta y de peces como el pargo entre otros de gran demanda internacional apuntalan a la comunidad como baluarte significativo de la economía municipal.
Una resolución estimula todas las pesquerías del alto: con buenos precios para todas las especies, los pescadores salen beneficiados. Cuatro barcos granmenses están fondeados en el Cabo, sus tripulantes acuerdan cómo dar la mejor utilización a las nasas criollas.
Salud Pública
Los indicadores de salud materno-infantil mantienen índices envidiables, gracias a la labor educativa y preventiva del médico y la enfermera de la familia, La comunidad cuenta con un consultorio médico de la familia con atención médica las 24 horas. Doctores como Alberto Oñate, Daniella Matamoros, Yasser Figueredo han prestado sus valiosos servicios a la comunidad, logrando significativos impacto en la calidad de los servicios médicos.
Tradiciones
Uno de sus hábitos y tradiciones es la pesca deportiva, anualmente desarrollan el evento de la " Pesca de la Aguja" en la comunidad, con la participación de extranjeros y locales, con el objetivo de fortalecer la pescca ecológica y balanceada.
Otra tradición, aunque no es exclusiva de la zona, es "el aliñao" (bebida especial con frutas y alcohol) que preparan las embarazadas y brindan a toda persona que va a conocer al recién nacido.

## El Faro de Cabo Cruz
En 1855 la colonia determina la construcción de un faro, por ser este Cabo de constante tráfico marítimo y presentar grandes riesgos. Después de aprobado el proyecto se inicia la construcción a partir de febrero de 1859, bajo la dirección del Cuerpo de Ingenieros Civiles de Obras Públicas.
La labor constructiva de la torre culminó en 1861 y en marzo de 1862 se inicia la construcción de la casa de vivienda para el farero y la guarnición del puesto militar.
En los año 1867 y 1868 los trabajos estuvieron dirigidos a la construcción de la casa, los cuales se detienen a finales del año 1868 en esta ocasión por miedo a un ataque de las tropas insurrectas y hasta 1871 fecha en la cual se termina de levantar la casa dando por terminada la obra, la que finalmente se inaugura el 5 de mayo de 1871.
La edificación constituye un conjunto arquitectónico, compuesto fundamentalmente por la Casa del Farero y el Faro.
El faro, que está aún en uso diario alcanza una altura de 32 m y en su interior conserva todos sus elementos originales en buen estado de conservación. La escalera es de caracol, hierro fundido y de gran longitud. Posee un mirador en el punto más alto desde donde se aprecia una parte del parque nacional Desembarco del Granma.
Esta torre de 32 metros, que fue erigida para facilitar el tráfico marítimo en esta región cubana, se constituye actualmente como un Monumento Nacional que merece la pena una visita. Se trata de un complejo compuesto por casa y faro abiertos al público, en donde es posible descubrir espacios verdaderamente encantadores. La vivienda, por su parte, cuenta con un total de quince habitaciones repartidas alrededor de un amplio patio y comunicadas entre ellas mediante una especie de corredor, una característica al mejor estilo español. También hay una pintoresca terraza con maravillosas vistas al mar, desde la cual se pueden tomar excelentes fotografías.
Por otro lado, es fundamental considerar que el faro todavía está en uso. Cuenta con una escalera de hierro fundido, un mirador y todo el mobiliario original en su interior. Sin lugar a dudas, la visita a este complejo es tan diferente como cautivante, razón por la cual la recomendamos ampliamente.